# (9818) Эвримах
(9818) Эвримах (др.-греч. Εὐρύμαχος) — типичный троянский астероид Юпитера, движущийся в точке Лагранжа L4, в 60° впереди планеты. Астероид был открыт 24 сентября 1960 года американскими астрономами К. Й. ван Хаутеном, И. ван Хаутен-Груневельд и Томом Герельсом в Паломарской обсерватории и назван в честь персонажа древнегреческой мифологии.

Орбита астероида Эвримах и его положение в Солнечной системе